# Nicole Yeargin
Nicole Yeargin, née le 11 août 1997 à Bowie aux États-Unis, est une athlète britannique, spécialiste du 400 mètres.

## Biographie
Née aux États-Unis et de mère écossaise, elle décide de concourir sous les couleurs du Royaume-Uni à compter de 2020.
Elle participe à trois épreuves lors des Jeux olympiques de 2020 à Tokyo. Éliminée en demi-finale du 400 m, elle se classe 6e de la finale du relais 4 x 400 m mixte, et 5e de la finale du relais 4 x 400 m féminin.
Lors des championnats du monde 2022, à Eugene, elle remporte la médaille de bronze du relais 4 × 400 m, l'équipe du Royaume-Uni s'inclinant face aux États-Unis et à la Jamaïque.

## Palmarès
| Date | Compétition           | Lieu       | Résultat | Épreuve         | Temps                    |
| ---- | --------------------- | ---------- | -------- | --------------- | ------------------------ |
| 2021 | Jeux olympiques       | Tokyo      | 5e       | 4 x 400 m       | 3 min 22 s 59            |
| 2021 | Jeux olympiques       | Tokyo      | 6e       | 4 x 400 m mixte | 3 min 12 s 07            |
| 2022 | Championnats du monde | Eugene     | 3e       | 4 x 400 m       | 3 min 22 s 64            |
| 2022 | Jeux du Commonwealth  | Birmingham | 3e       | 4 x 400 m       | 3 min 30 s 15            |
| 2022 | Championnats d'Europe | Munich     | 3e       | 4 x 400 m       | 3 min 21 s 74            |
| 2023 | Championnats du monde | Budapest   | 3e       | 4 x 400 m       | 3 min 21 s 04            |
| 2024 | Jeux olympiques       | Paris      | 3e       | 4 × 400 m mixte | Participation aux séries |
| 2024 | Jeux olympiques       | Paris      | 3e       | 4 x 400 m       | 3 min 19 s 72            |

## Records
| Épreuve | Temps   | Lieu   | Date         |
| ------- | ------- | ------ | ------------ |
| 400 m   | 50 s 96 | Eugene | 10 juin 2021 |